# Dominique Bouis
Dominique Bouis (Perpinyà, 1797 - 28 de maig del 1866) va ser un farmacèutic rossellonès, fundador el 1861 dels Banys Bouis, precursors dels Banys de Toès (comuna de Nyer, Conflent).

## Biografia
Va ser deixeble de Josep Anglada i Cabaner (Ceret, 1775 - Montpeller, 1833, catedràtic de terapèutica, de medicina legal i de química a la Universitat de Montpeller, de la qual també fou degà). El 1833 succeí el seu pare (Dominique Bouis també) en la farmàcia que aquest tenia a Perpinyà. A la capital de Rosselló hi ensenyà química, també, fins al 1860.
Estudià les aigües termals de diverses déus de la Catalunya del Nord (dels Banys d'Arles, de Molig i de Vernet, per exemple), i els dedicà diversos articles i fullets. El 1850 havia adquirit quatre hectàrees de terreny a Nyer, i el 1859 hi començà a construir una estació balneària, que tenia una cinquantena d'habitacions, un jardí de 4.000 m², habitacions de banys i dutxes i la resta de serveis corresponents. Els Bains Bouis foren inaugurats l'1 de maig del 1861, i l'èxit que tingueren en facilità diverses millores (com piscines) i ampliacions en els anys següents. El lloc esdevingué Banys de Toès el 1899, i els anys 20 era conegut com la "capital dels artrítics". El termalisme s'interrompé el 1959, però el 1963 s'hi constituí un centre termal de reeducació funcional. Hom pot trobar una biografia de Bouis i una història del seu balneari a l'article de Rosenstein i Barnades (1998).
Fou membre de diverses societats científiques i (molt breument, el 1837) secretari de la "Société Philomatique" de Perpinyà, que al cap de pocs anys seria la Société Agricole, Scientifique et Littéraire des Pyrénées-Orientales (en va ser soci entre 1835 i 1860; el 1863 ja no n'era). Publicà diversos articles als Bulletin d'una i altra "Société", alguns dedicats al termalisme nord-català.

### Els seus fills
A més dels dos fills esmentats, sembla que en Jean-François tenia un germà bessó
- Jules Bouis (Perpinyà, 2 d'abril del 1822 - París, 21 d'octubre del 1866) va ser un químic d'anomenada.

- Joseph François Bouis (Perpinyà, 7 d'octubre de 1824 - 10 de març del 1897) va ser un militar distingit. Començà la carrera el 1843 com a fuseller del 54è RIL (regiment d'infanteria de línia), i anà ascendint a les files de la unitat fins a ser-ne sergent major el 1847. Després de passar per l'Escola Militar, va ser segon tinent i alferes del 24è. RIL entre el 1850 i el 1855, abans d'incorporar-se al 99è. RIL, on feu les campanyes d'Àfrica, Itàlia (1859-1860) i la guerra francoprussiana (1870-1871). Ascendí a cap de batalló el 1870, i fou fet presoner per l'enemic entre el 2 de setembre del 1870 al 9 d'abril del 1871. El mateix any 1871 passà al 14è RIL i posteriorment ho feu al 125è RIL. Es va retirar el 23 de novembre del 1877. Rebé el nomenament[4] de cavaller de la Legió d'Honor el 1861 i el d'oficial el 1871, la medalla colonial amb la placa "Algèria" l'1 de juny del 1896 i la medalla de la campanya d'Itàlia. Hom en pot consultar dades familiars a una plana web dedicada a la genealogia familiar[Enllaç no actiu].

## Obres
- Esay sur l'eau, et spécialement sur les eaux hygiéniques. Suivi de l'examen analytique des eaux potables de Perpignan Montpellier: J.E.X. Jullien, 1822, 83 p. «Enllaç».[Enllaç no actiu]
- Al Bulletin de Société Philomatique de Perpignan II (1836) : Sur l'état de quelques industries dans le département p. 19-46; Mines de zinc de Puig-Cabréra p. 47-54; Recherches sur les gypses (pierres à plâtre) employés dans le département p. 82-121. Al volum III (1837?): Compte-rendu de 1836 p. 1-39; Eaux sulfureuses de Vernet p. 55-76; Composition des pierres à chaux du département p. 133-154. Al volum IV (1839): «Enllaç».: Minerai de manganèse de la Poussangue et Missègre p. 108-111; Alcoolicité de plusieurs vins du département p. 115-116
- Anglada, Joseph; Bouis, D. Notice sur les établissements thermaux de Vernet, Pyrénées-Orientales.  Albi: s.n., 1837.
- Eaux sulfureuses de Vernet. Sources Mercader. Source Riubanys.  Perpinyà: Mlle. A. Tastu, 1842., 10 p. (facsímil:  Des sources sulfureuses de Vernet et des établissements qu'elles alimentent.  Nîmes: C. Lacour, 1999. ISBN 2844066917.)
- Hydrologie, al Bulletin de la Société agricole, scientifique et littéraire des Pyrénées-Orientales VII (1848) p. 283-312 «Enllaç». (extret: Hydrologie Perpignan: J.-B. Alzine, 1848)
- Notice sur les eaux thermales alcalines, sulfureuses et non sulfureuses d'Olette Pyrénées-Orientales Perpignan: Alzine, 1852, 92 p.
- Affluents et itinéraire de la vallée de la Tet, al Bulletin de la Société agricole, scientifique et littéraire des Pyrénées-Orientales XI (1859) p. 481-536 (extret: Département des Pyrénées-Orientales. Vallée de la Tet, affluents et itinéraire Perpignan: J.-B. Alzine, 1858)
- Eaux minérales sulfureuses de Molitg…Analyse publiée en 1841 par M. Bouis et notice médicale de M. Paul Massot Perpignan: Imp. J.B. Alzine, 1861, 56 p. (edició prèvia: Perpignan: impr. de Mlle A. Tastu, 1841)